# Blang Jruen
Blang Jruen is een bestuurslaag in het regentschap Aceh Utara van de provincie Atjeh, Indonesië. Blang Jruen telt 574 inwoners (volkstelling 2010).